# Thomas Bailey Aldrich

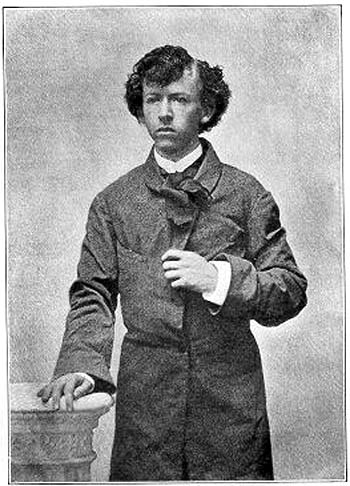
Thomas Bailey Aldrich w wieku 18 lat

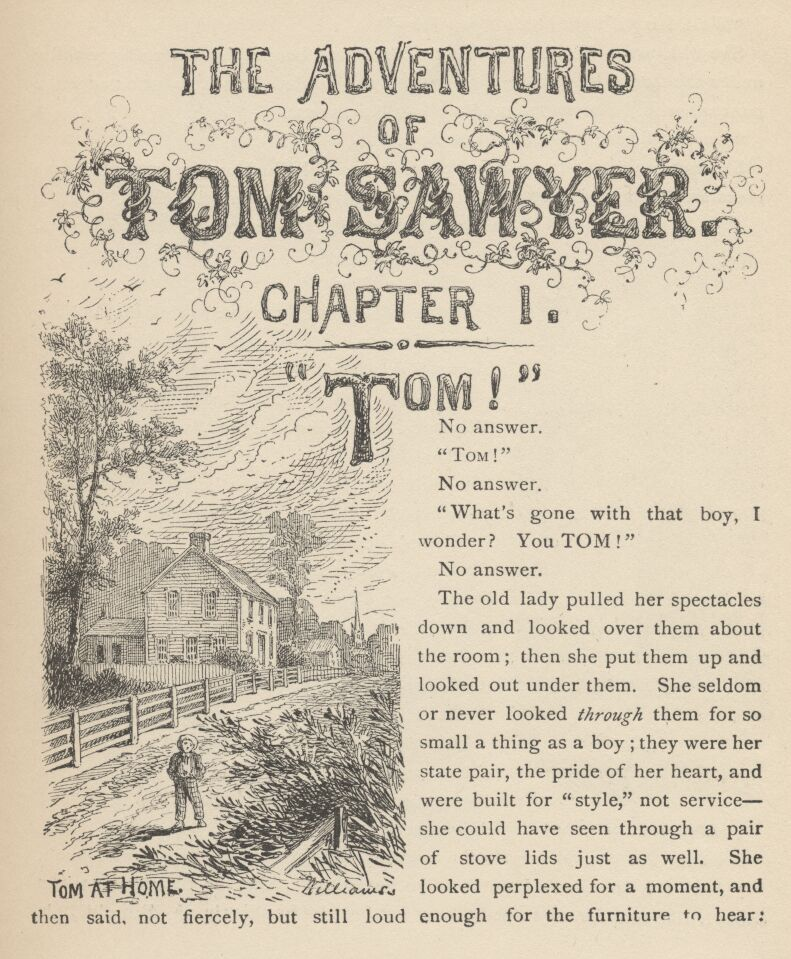
Przygody Tomka Sawyera Twaina inspirowane były powieścią Aldricha The Story of a Bad Boy

Thomas Bailey Aldrich (wym. ˈɔːldrɪtʃ; ur. 11 listopada 1836 w Portsmouth, zm. 19 marca 1907 w Bostonie) – amerykański pisarz (poeta i prozaik) oraz dziennikarz (redaktor).
Aldrich kształcił się w Portsmouth pod kierunkiem Samuela De Merritta, a otoczenie Portsmouth stanowiło tło dla większości jego prac, podobnie jak tła Nowego Jorku i Bostonu, gdzie spędził swoje dorosłe życie. Aldrich przeniósł się do Nowego Jorku w wieku szesnastu lat, aby pracować w komisariacie swojego wuja. Po przeczytaniu „Śladami aniołów” Henry'ego Wadswortha Longfellowa stał się zagorzałym wielbicielem Longfellowa i poświęcił się pisaniu wierszy.

## Życiorys
Urodził się w mieście Portsmouth w stanie New Hampshire. Jego rodzicami byli Elias Taft Aldrich, biznesmen i Sarah Abba Bailey Aldrich. Naukę w szkole zakończył w wieku 13 lat, po czym udał się na praktykę kupiecką do Nowego Jorku. Przeniósł się do Nowego Jorku na stał w wieku 16 lat, aby pracować w kantorze kupieckim swojego wuja. Już w młodym wieku czytał poezję Johna Keatsa, Alfreda Tennysona i Henry’ego Wadswortha Longfellowa. Wkrótce zaczął pisać. Nawiązał współpracę z licznymi gazetami i czasopismami. Po opublikowaniu w 1855 debiutanckiego tomiku został recenzentem w „New York Evening Mirror”, a później w „Home Journal”. W czasie wojny secesyjnej był korespondentem frontowym i pisał dla „New York Tribune”. Po powrocie do nowego Jorku napisał poemat epicki Judith and Holofernes. W 1865 ożenił się z Lilian Woodman. W latach 1881–1890 był wydawcą „The Atlantic Monthly”. Dużo podróżował po Europie. Zmarł w Bostonie. Jego ostatnie słowa brzmiały: „Niezależnie od wszystkiego, idę spać. Zgaście światła” (In spite of it all, I am going to sleep; put out the lights).
Florence Earle Coates uczciła go wierszem zatytułowanym po prostu Thomas Bailey Aldrich 1836–1907. Przyjacielem Aldricha i jego żony był Mark Twain. Twain przyznał, że przy pisaniu Przygód Tomka Sawyera inspirował się powieścią Story of a Bad Boy Aldricha.

## Twórczość
Jako poeta Aldrich pisał przede wszystkim wiersze liryczne, choć podejmował też próby epickie. Tworzył m.in. sonety, jak Invita Minerva. Próbował swoich sił również w prozie. Powieść The Story of a Bad Boy miała ponad 50 wydań i należy do klasyki literatury młodzieżowej. 
Wiersz Maple Leaves wykorzystał jako tekst Charles Ives.

## Dzieła
- 1855: The Bells, poezja
- 1861: Pampinea, poezja
- 1870: The Story of a Bad Boy, proza częściowo autobiograficzna[2]
- 1873: Marjorie Daw and Other People, opowiadania[2]
- 1874: Cloth of Gold, poezja[2]
- 1874: Prudence Palfry, proza
- 1877: Flower and Thorn, poezja[2]
- 1877: The Queen of Sheba, proza
- 1880: The Stillwater Tragedy, proza
- 1881: Friar Jerome’s Beautiful Book, poezja
- 1883: From Ponkapog to Pesth, literatura faktu
- 1884: Mercedes, and Later Lyrics, poezja[2]
- 1890: Wyndham Towers, poezja[2]
- 1893: An Old Town by the Sea, literatura faktu
- 1894: Two Bites at a Cherry, with Other Tales, opowiadania
- 1896: Judith and Holofernes, poezja
- 1903: Ponkapog Papers, literatura faktu